# Îles Palliser
Pour les articles homonymes, voir Palliser.
Les Îles Palliser sont un groupe d’îles au nord-ouest de l’archipel des Tuamotu, en Polynésie française.

## Géographie
Les îles Palliser comprennent dix atolls : Apataki, Arutua, Fakarava, Kaukura, Mataiva, Rangiroa, Makatea, Niau, Tikehau, Toau.
Ces atolls alignés du nord-ouest au sud-est sont subdivisés sur trois communes :
- au nord-ouest, la commune de Rangiroa (1 900 habitants), constituée des trois grands atolls de Mataiva, de Tikehau et de Rangiroa, ainsi que du petit atoll surélevé de Makatea (isolé au sud mais généralement inclus dans les Palliser) ;
- au centre, la commune d'Arutua (1 600 habitants), constituée des trois grands atoll d'Arutua, d’Apataki et de Kaukura ;
- au sud-est, Fakarava (1 500 habitants), dont trois des sept atolls sont inclus dans les Palliser : les deux grands atolls de Fakarava et de Toau, ainsi que le petit atoll de Niau ; ne font pas partie des Palliser les trois autres grands atolls d'Aratika, de Kauehi, de Raraka situés sur un groupe plus au nord-est, ainsi que le petit atoll de Taiaro plus loin encore au nord-est.

## Histoire
Le nom du groupe d’îles fut donné par l’explorateur anglais James Cook qui les aborde lors de son deuxième voyage les 19 et 20 avril 1774 et les nomme en hommage à Hugh Palliser.